# Linha de crise
Uma linha de crise (ou linha direta de crise) é um número de telefone para o qual as pessoas podem ligar para obter aconselhamento telefónico de emergência imediato, geralmente por voluntários treinados. O primeiro serviço deste tipo foi fundado em Inglaterra em 1951 e estas linhas diretas existem na maioria das grandes cidades do mundo de língua inglesa pelo menos desde meados da década de 1970. Inicialmente criados para ajudar aqueles que pensavam em suicídio, muitas expandiram o seu mandato para lidar de forma mais geral com crises emocionais. Linhas diretas semelhantes operam para ajudar pessoas em outras circunstâncias, incluindo violação, bullying, automutilação, crianças fugitivas, tráfico de pessoas e pessoas que se identificam como LGBTQ+ ou intersexuais. Apesar das linhas telefónicas de emergência serem comuns, a sua eficácia na redução dos suicídios não é clara.

## Eficácia
Embora as linhas de apoio a crises sejam comuns, a sua eficácia não foi bem estudada. Um estudo concluiu que os pensamentos suicidas das pessoas diminuíram durante uma chamada para uma linha de apoio a crises e diminuíram durante várias semanas após a chamada. Algumas pessoas que telefonam frequentemente para linhas de apoio a crises, o que pode ocupar o tempo de quem tem crises mais imediatas.

## História

Um cartaz para a 988 Suicide & Crisis Lifeline (sob o seu antigo nome, National Suicide Prevention Lifeline), uma linha de crise nos Estados Unidos e Canadá

Tais serviços começaram em 1953, quando Chad Varah, um vigário inglês, fundou o serviço The Samaritanos, que logo estabeleceu filiais por todo o Reino Unido. A primeira filial dos Samaritans nos Estados Unidos foi estabelecida em Boston em 1974.
A Crisis and Suicide Hotline começou em Seattle em 1964, administrada pela Crisis Connections, anteriormente Crisis Clinic, após o ataque a uma menina de 12 anos por um carteiro.  Além de Boston, atualmente existem filiais da Samaritan em Falmouth, Massachusetts (atendendo a área de Cape Cod e Ilhas), Merrimack Valley, e a área de Fall River/New Bedford. Fora de Massachusetts, existem filiais na cidade de Nova Iorque, Providence, Hartford, Albany, e Keene, New Hampshire.
Nos Estados Unidos, o Los Angeles Suicide Prevention Center foi fundado em 1958 e foi o primeiro no país a fornecer uma linha de crise de prevenção ao suicídio 24 horas e a usar voluntários da comunidade para fornecer serviço de linha direta. Bernard Mayes iniciou a San Francisco Suicide Prevention com uma linha direta chamada "Call Bruce" em 1962. Um serviço semelhante, o Lifeline, foi estabelecido na Austrália em 1963.

## Aconselhamento por telefone

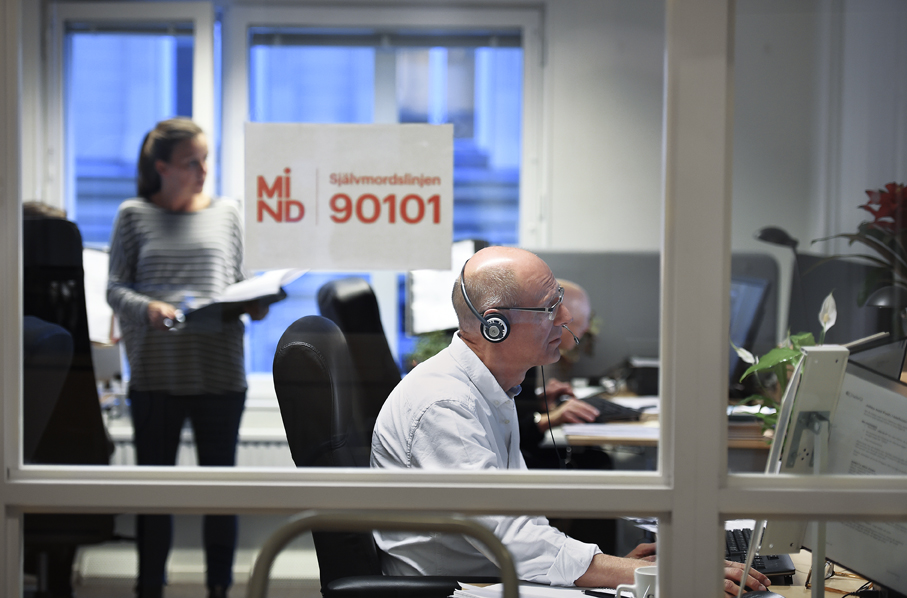
Um operador da Mind Självmordslinjen (linha direta de prevenção do suicídio) da Suécia no trabalho

O apoio emocional telefónico e as linhas diretas de crise fornecem um serviço de apoio telefónico semelhante e ambos geralmente aceitam chamadas de crise e não crise. Nos Estados Unidos, muitos campi universitários estabeleceram linhas telefónicas de aconselhamento atendidas por voluntários. Estas linhas diretas atendem quem liga em crise, mas também servem para fornecer um ouvido atento para pessoas que "só precisam de conversar". Normalmente, as linhas diretas são atendidas por profissionais treinados e não se destinam a substituir serviços profissionais de aconselhamento de longo prazo. Elas são, em vez disso, destinadas a ajudar quem liga numa situação imediata. Estas linhas diretas existem na Universidade de Maryland, na Universidade de Minnesota, na Universidade Tufts, na Universidade Columbia, na Universidade Cornell, na Universidade Drexel, na Universidade Caldwell, e na Universidade Texas A&M.
Por vezes, utiliza-se o termo "linha de apoio emocional" – que não implica crise ou aconselhamento, podendo incluir e-mails e mensagens de texto. Estes serviços permitiram uma maior disseminação de recursos para pessoas que enfrentam crises de saúde mental.
Com o avanço da telefonia móvel, o uso de mensagens de texto ou SMS (serviço de mensagens curtas) tem sido utilizado por serviços de aconselhamento. A Youthline, uma linha de apoio a crises voltada para jovens na Nova Zelândia, começou a oferecer uma linha de apoio a aconselhamento por mensagens de texto em 2004.